# ستايسي هيدوك
ستايسي هيدوك (بالإنجليزية: Stacy Haiduk)‏ هي ممثلة أمريكية، ولدت في 24 أبريل 1968 في الولايات المتحدة.

## أعمال

### مسلسلات
- بريزون بريك
- ميامي
- كولد كيس
- هاواي فايف أو

## وصلات خارجية
- ستايسي هيدوك على موقع IMDb (الإنجليزية)
- ستايسي هيدوك على موقع ألو سيني (الفرنسية)
- ستايسي هيدوك على موقع أول موفي (الإنجليزية)
- ستايسي هيدوك على موقع إن إن دي بي (الإنجليزية)
- ستايسي هيدوك على موقع قاعدة بيانات الفيلم (الإنجليزية)
- ستايسي هيدوك على موقع كينوبويسك (الروسية)